# ГЕС-ГАЕС DeGray
ГЕС-ГАЕС DeGray — гідроелектростанція у штаті Арканзас (Сполучені Штати Америки). Використовує ресурс із річки Каддо, правої притоки Ouachita, котра в свою чергу є лівою притокою Ред-Ривер (впадає праворуч до Атчафалайа — західного рукава дельти Міссісіпі).
У межах проекту річку перекрили земляною греблею висотою 74 метра та довжиною 1036 метрів, на час будівництва якої воду відвели за допомогою тунелю завдовжки 0,5 км. Крім того, для закриття сідловин на лівобережжі знадобились дві протяжні дамби, так що загальна довжина споруд, що утримують водосховище, сягає 4 км, а об'єм використаного матеріалу склав 5,2 млн м3. Створена таким чином водойма має площу поверхні 54 км2 та об'єм 1,7 млрд м3.
Пригреблевий машинний зал обладнали двома турбінами типу Френсіс потужністю 40 МВт та 28 МВт, які працюють при напорі від 44 до 66 метрів (номінальний напір 52 метри). При цьому менша турбіна є оборотною та здатна виконувати функцію гідроакумулювання, використовуючи як нижній резервуар створене після основної греблі регулююче сховище з площею поверхні 1,6 км2.